# Батиста, Адилсон
Адилсон Батиста (порт.-браз. Adílson Batista; род. 16 марта 1968, Адрианополис, Парана) — бразильский футболист и футбольный тренер. Играл на позиции центрального защитника.

## Клубная карьера
Родился в Адрионополисе. Свою молодёжную футбольную карьеру начал в местном клубе «Атлетико Паранаэнсе». В 19 лет попал в первую команду. В своей карьере представлял такие бразильские клубы, как «Крузейро», «Интернасьонал», «Атлетико Минейро», «Гремио» и «Коринтианс». В 1997 году присоединился к японскому клубу «Джубило Ивата», за который провёл 52 матча и забил 10 голов.
Представлял сборную Бразилии в 4-х официальных матчах.

## Карьера тренера
Начал свою тренерскую карьеру в бразильском клубе «Можи-Мирин» в 2001 году.
27 мая 2003 года Адилсон был назван новым главным тренером клуба «Парана».
6 декабря 2007 года Батиста был назначен главным тренером «Крузейро», за который выступал ещё будучи игроком. С клубом он дошёл до финала Кубка Либертадорес в 2009 году, проиграв аргентинскому «Эстудиантесу». 3 июня 2010 года Батиста объявил о своём уходе из клуба.
24 июля 2010 года Адилсон сменил Мано Менезеса на посту главного тренера «Коринтианса». Правда, уже 10 октября после пяти подряд проигранных матчей он ушёл в отставку. 8 ноября 2010 года Адилсон Батиста был объявлен новым главным тренером «Сантоса» в 2011 году.
5 апреля 2011 года бразилец вернулся в «Атлетико Паранаэнсе», в котором начинал свою карьеру футболиста, но теперь уже в качестве тренера. Уже 25 июня он подал в отставку с поста главного тренера и возглавил «Сан-Паулу». В «Сан-Паулу» его тренерская карьера тоже была недолгой — 16 октября Батиста был освобожден от своих обязанностей.
4 апреля 2012 года Батиста был представлен как новый главный тренер бразильского клуба «Атлетико Гоияниенсе». 8 ноября он вернулся в «Фигейренсе», который уже возглавлял в сезоне 2005/06.
29 октября 2013 года Адилсон Батиста возглавил клуб из Рио-де-Жанейро «Васко да Гама» и проработал там всего год.
В июне 2015 года Батиста стал главным тренером клуба «Жоинвиль».
24 июля 2018 года после трёх лет без тренерской работы Батиста стал тренером бразильского клуба «Америка Минейро».
2 октября 2019 года назначен главным тренером клуба «Сеара» сроком до конца сезона 2019. 28 ноября 2019 года покинул клуб из Форталезы через день после поражения «Сеары» в гостевом матче 35-го тура Серии A от оформившего чемпионский титул «Фламенго» (1:4).
29 ноября 2019 года назначен главным тренером «Крузейро». 15 марта 2020 отправлен в отставку.

## Клубная статистика
| Выступления в клубах | Выступления в клубах | Выступления в клубах | Лига  | Лига | Кубок            | Кубок            | Кубок лиги      | Кубок лиги      | Всего | Всего |
| Сезон                | Клуб                 | Лига                 | Матчи | Голы | Матчи            | Голы             | Матчи           | Голы            | Матчи | Голы  |
| Бразилия             | Бразилия             | Бразилия             | Лига  | Лига | Кубок Бразилии   | Кубок Бразилии   | Кубок лиги      | Кубок лиги      | Всего | Всего |
| -------------------- | -------------------- | -------------------- | ----- | ---- | ---------------- | ---------------- | --------------- | --------------- | ----- | ----- |
| 1988                 | Атлетико Паранаэнсе  | Серия A              | 21    | 1    |                  |                  |                 |                 | 21    | 1     |
| 1989                 | Крузейро             | Серия A              | 10    | 1    |                  |                  |                 |                 | 10    | 1     |
| 1990                 | Крузейро             | Серия A              | 15    | 2    |                  |                  |                 |                 | 15    | 2     |
| 1991                 | Крузейро             | Серия A              | 16    | 2    |                  |                  |                 |                 | 16    | 2     |
| 1992                 | Крузейро             | Серия A              | 10    | 0    |                  |                  |                 |                 | 10    | 0     |
| 1993                 | Крузейро             | Серия A              | 0     | 0    |                  |                  |                 |                 | 0     | 0     |
| 1993                 | Интернасьонал        | Серия A              | 11    | 2    |                  |                  |                 |                 | 11    | 2     |
| 1994                 | Атлетико Минейро     | Серия A              | 19    | 2    |                  |                  |                 |                 | 19    | 2     |
| 1995                 | Гремио               | Серия A              | 5     | 0    |                  |                  |                 |                 | 5     | 0     |
| 1996                 | Гремио               | Серия A              | 25    | 2    |                  |                  |                 |                 | 25    | 2     |
| Япония               | Япония               | Япония               | Лига  | Лига | Кубок Императора | Кубок Императора | Кубок Джей-лиги | Кубок Джей-лиги | Всего | Всего |
| 1997                 | Джубило Ивата        | Джей-лига            | 22    | 5    | 0                | 0                | 11              | 3               | 33    | 8     |
| 1998                 | Джубило Ивата        | Джей-лига            | 23    | 5    | 0                | 0                | 4               | 1               | 27    | 6     |
| 1999                 | Джубило Ивата        | Джей-лига            | 7     | 0    | 0                | 0                | 2               | 0               | 9     | 0     |
| Бразилия             | Бразилия             | Бразилия             | Лига  | Лига | Кубок Бразилии   | Кубок Бразилии   | Кубок лиги      | Кубок лиги      | Всего | Всего |
| 2000                 | Коринтианс           | Серия A              | 5     | 0    |                  |                  |                 |                 | 5     | 0     |
| Страна               | Бразилия             | Бразилия             | 137   | 12   |                  |                  |                 |                 | 137   | 12    |
| Страна               | Япония               | Япония               | 52    | 10   | 0                | 0                | 17              | 4               | 69    | 14    |
| Всего                | Всего                | Всего                | 189   | 22   | 0                | 0                | 17              | 4               | 206   | 26    |

### Статистика в сборной
| Сборная Бразилии по футболу | Сборная Бразилии по футболу | Сборная Бразилии по футболу |
| Год                         | Матчи                       | Голы                        |
| --------------------------- | --------------------------- | --------------------------- |
| 1990                        | 3                           | 0                           |
| 1991                        | 1                           | 0                           |
| Всего                       | 4                           | 0                           |

## Достижения

### Игрок
«Атлетико Паранаэнсе»
- Лига Паранаэнсе: 1988

«Крузейро»
- Лига Минейро: 1990, 1992
- Суперкубок Либертадорес: 1991, 1992

«Гремио»
- Лига Гаушу: 1995,1996
- Кубок Либертадорес: 1995
- Рекопа Южной Америки: 1996

«Джубило Ивата»
- Суперкубок Азии по футболу: 1998, 1999

«Коринтианс»
- Клубный чемпионат мира по футболу: 2000

### Тренер
«Америка» (Натал)
- Лига Потигуар: 2002

«Фигейренсе»
- Лига Катариненсе: 2006

«Крузейро»
- Лига Минейро: 2008, 2009

### Индивидуальные
- Bola de Prata: 1990